# Soldato (mafia)
Il soldato è, nell'ambito della mafia, un uomo d'onore regolarmente affiliato che è sotto il comando di un capodecina e risponde direttamente ai suoi ordini.  Il soldato è all'ultimo gradino della famiglia.
Il soldato si occupa di svolgere le attività che gli impartisce il suo diretto superiore che possono includere le riscossioni o gli omicidi.
Solo un italiano può diventare soldato, mentre i non-italiani resteranno per sempre associati.